# 劉惠端
劉惠端（5世纪？—489年），彭城郡人，南朝齊明帝蕭鸞之妻。祖父是光祿大夫劉道弘，父親劉景猷、母王氏。

## 生平
齊高帝蕭道成在位時，劉惠端被許配給蕭鸞，至建元三年（481年），刘惠端封西昌侯夫人。483年生蕭寶卷，另有三子：萧宝玄、萧宝寅、萧宝融。後來在永明七年（489年），刘惠端去世，葬江乘縣張山。
延興元年（494年），刘惠端被贈封為宣城王妃；不久蕭鸞即位，刘惠端被又追尊為皇后，諡號明敬皇后。

## 兄弟姐妹
- 刘暄，南齐领军将军、平都县侯

## 延伸阅读
[在维基数据编辑]
 《南齊書·卷20》，出自萧子显《南齊書》
 《南史·卷11》，出自李延壽《南史》